# Zosteraeschna
Genre
Zosteraeschna est un genre de libellules de la famille des Aeshnidae (sous-ordre des Anisoptères, ordre des Odonates). 

## Liste d'espèces
Selon BioLib (28 décembre 2020) :
- Zosteraeschna ellioti (Kirby, 1896)
- Zosteraeschna minuscula (McLachlan, 1896)
- Zosteraeschna usambarica (Förster 1906)

## Publication originale
- (en + nl) G. Peters et G. Theischinger, « The genera of the Afrotropical Aeshnini: Afroaeschna gen. nov., Pinheyschna gen. nov., and Zosteraeschna gen. nov., with the description of Pinheyschna waterstoni spec. nov. (Anisoptera: Aeshnidae) », Odonatologica, Societas Internationalis Odonatologica (d), vol. 40, no 3,‎ 1er septembre 2011, p. 227-249 (ISSN 0375-0183, 0375-0183 et 2751-0875, lire en ligne).